# Клинтон, Джордж Артур
О фанк-музыканте см. Джордж Клинтон
Джордж А́ртур Кли́нтон (англ. George Arthur Clinton; 16 декабря 1850, Ньюкасл-апон-Тайн — 24 октября 1913, Лондон) — британский кларнетист.

## Биография
Родился в семье кларнетиста духового оркестра, который и начал учить его музыке. В возрасте 17 лет вместе с семьёй переселился в Лондон, где стал музыкантом частного оркестра королевы Виктории. Добившись высокого мастерства и чистого, красивого звучания, в 1873 Клинтон получил место первого кларнета в оркестре Лондонского филармонического общества, а вскоре также начал выступать как солист, исполнял концерты Моцарта, Вебера и Шпора. В 1890 кларнетист создал «Духовой квинтет Клинтона», в состав которого также вошли флейтист Фредерик Гриффит, гобоист Уильям Малш, фаготист Томас Уоттон и валторнист Фридрих Борсдорф. Этот ансамбль пользовался большой популярностью у публики. В начале 1900-х Клинтон покинул королевский оркестр и начал преподавать в Королевской академии музыки, Кнеллер-холле и Музыкальном колледже Святой Троицы, оставаясь на этой должности до самой смерти.
Клинтон играл на инструментах системы Баррета, однако затем самостоятельно пытался усовершенствовать их, добавляя элементы бёмовской системы. Такая модель получила название «Кларнет Клинтона-Бёма». Его брат, Джеймс (1852—1897), также игравший на кларнете, но не снискавший больших успехов, сконструировал кларнет, который можно было перестраивать во время исполнения из строя B в строй A. Для производства этих инструментов была открыта фабрика, а в 1898, уже после смерти Джеймса, был получен патент на такую систему. Бельгийский мастер Жак Альбер, сын Эжена Альбера, взявшийся за дальнейшее развитие этой идеи, в течение некоторого времени активно их изготовлял, однако эти инструменты не получили большого распространения.